# Veronika Minina
Veronika Minina, Veronika Triisa (ur. 29 czerwca 1955 w Viljandi) – estońska lekkoatletka specjalizująca się w pchnięciu kulą.
Trzynastokrotna medalistka mistrzostw Estonii w pchnięciu kulą (w tym trzykrotne halowe mistrzostwo kraju, w latach 1979–1981). Wicemistrzyni Estonii w rzucie dyskiem (1977).
Jej syn – Toomas Triisa uprawia sporty motorowe.

## Rekordy życiowe
- Pchnięcie kulą – 18,03 (1980)[1][2] rekord Estonii[3][4]